# Mike Jackson
Sir Michael David "Mike" Jackson (født 21. marts 1944, død 15. oktober 2024) var en engelsk militærmand. Første chef for KFOR, uenig med Wesley Clark vedrørende russisk initiativ i sommeren 1999 i Kosovo.[kilde mangler] Senere engelsk forsvarschef.
Mike Jackson stod på god fod med Agim Çeku, der var militær chef for UÇK. Jackson og Çeku har en stor del af æren for at UÇK blev demobiliseret og omdannet til en civil beredskabsstyrke, TMK.[kilde mangler]